# Daniel Chantepie de la Saussaye

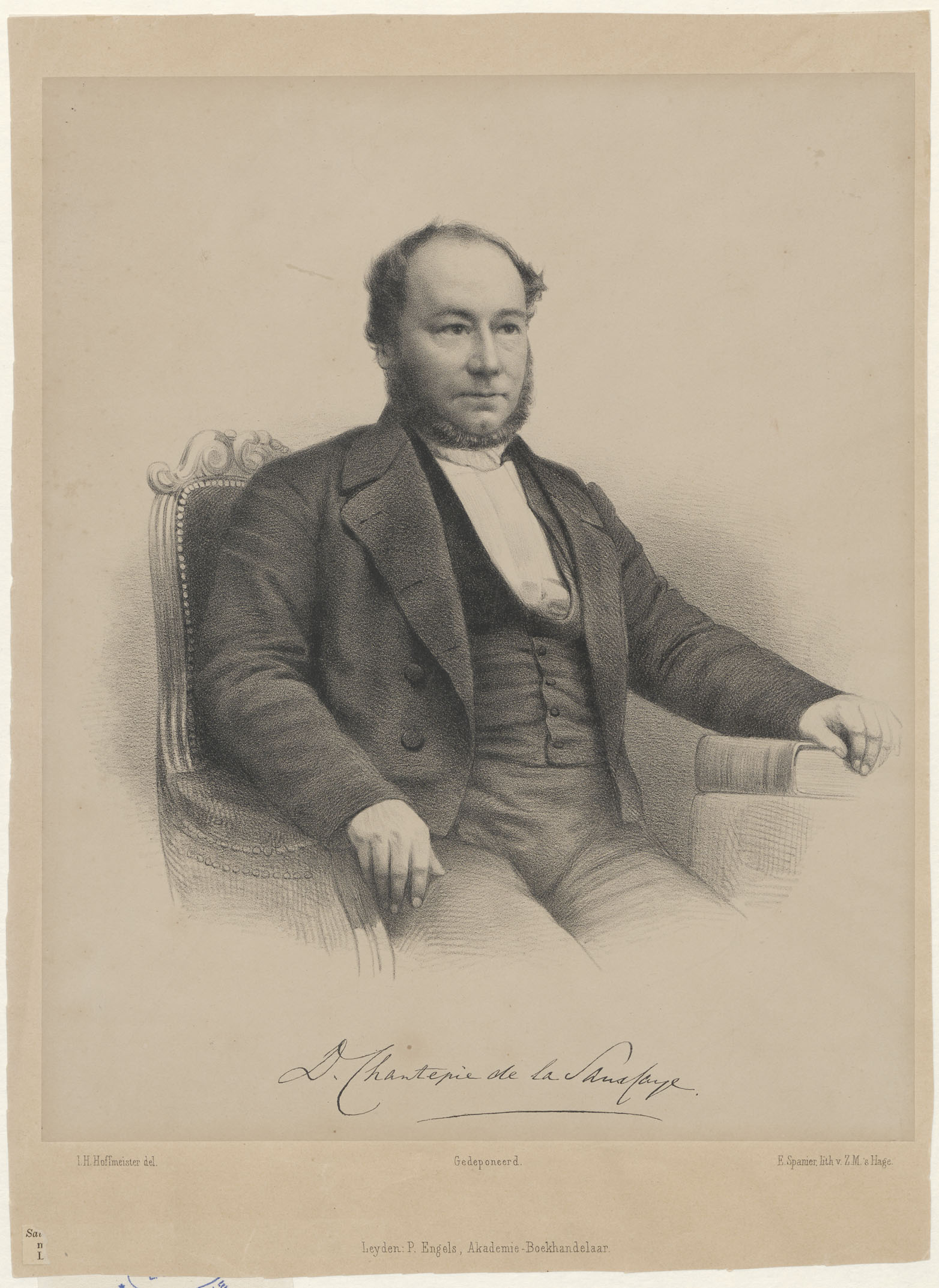
Daniel Chantepie de la Saussaye

Daniel Chantepie de la Saussaye (* 10. Dezember 1818 in Den Haag; † 13. Februar 1874 in Groningen) war ein niederländischer reformierter Theologe.

## Leben
Nach dem Studium an der Universität Leiden wurde Saussaye 1842 mit 24 Jahren zum Pfarrer der wallonischen Gemeinde nach Leeuwarden berufen. 1848 wechselte er in die wallonische Gemeinde in Leiden und war ab 1862 in der niederländisch-reformierten Gemeinde in Rotterdam seelsorgerisch tätig. Ab 1872 avancierte Saussaye zum Professor an der Universität Groningen. 
Der Theologe und Religionsgeschichtler Pierre Daniel Chantepie de la Saussaye war sein Sohn.

## Werk
Saussaye war in jungen Jahren vom Réveil, insbesondere von Isaäc da Costa, beeinflusst. Unter dem Eindruck der Schriften Alexandre Vinets, Friedrich Schleiermachers und Karl Immanuel Nitzschs bewegte er sich in seiner Leidener Zeit in Richtung einer milden reformierten Orthodoxie und gründete den Perdigerverein Ernst en Vrede. Im Sinne der deutschen Vermittlungstheologie bekämpfte er in zahlreichen Streitschriften und theologischen Untersuchungen sowohl die kritische Theologie Johannes Henricus Scholtens als auch die neoorthodoxe antirevolutionäre Richtung von Guillaume Groen van Prinsterer und Abraham Kuyper. Er gilt als Begründer der „ethischen Theologie“, die von Johannes Hermanus Gunning (1829–1905) weitergeführt würde.

## Ehrungen
Saussaye erhielt 1868 von der Universität Bonn die theologische Ehrendoktorwürde.

## Schriften (Auswahl)
- Gedachten over het wezen en de behoeften der kerk. J.H. Zitman, Leiden 1855.
- De nood der kerk. Kemink en Zoon, Utrecht 1859.
- La crise réligieuse en Hollande. Souvenirs et impressions. de Breuk et Smits, Leiden 1860.
- De brief aan de Hebreeën, voor de gemeente uitgelegd. de Breuk en Smits, Leiden 1863.
- Het wezen der Theologie. Brief aan den Hoogleeraar P. Hofstede de Groot.  E.H. Tassemeijer, Rotterdam 1867.
- De gebondenheid en de vrijheid der theologische wetenschap. Twee voorlezingen tot opening zijner theologische lessen aan de hoogeschool te Groningen. P. Noordhoff, Groningen 1872.
- Ausgewählte kleinere Schriften. Ins Hochdeutsche übertragen von R. Greeven. Mit einem Nekrolog als Vorwort von Friedrich Fabri. Perthes, Gotha 1876.
- Verzameld werk. Een keuze uit het werk van Daniël Chantepie de la Saussaye. Verzameld en geannoteerd door F.G.M Broeyer, H.W. de Knijff, H. Veldhuis. 3 delen. Zoetermeer, Boekencentrum, 1997–2003. ISBN 9023906519, ISBN 9023906527 en ISBN 9023906535.